# Championnat d'Israël masculin de handball
Le Championnat d’Israël est le plus haut niveau de clubs masculins de handball en Israël.

## Clubs de la saison 2022-2023
- Maccabi Rishon LeZion
- Hapoël Rishon LeZion
- Hapoel Ashdod
- Ramat Ha-Sharon
- Maccabi Avishai Motzkin
- Hapoël Ramat Gan
- AC Nes Ziona
- Hapoel Kiriyat
- Bnei Herzliya
- MK Holon
- ASA Tel-Aviv
- Hapoël Hevel Eilot

## Palmarès
| Saison    | Champion              |
| --------- | --------------------- |
| 1954-1955 | Maccabi Rehovot       |
| 1955-1956 | Maccabi Rehovot       |
| 1956-1957 | Maccabi Rehovot       |
| 1957-1958 | Hapoël Rehovot        |
| 1958-1959 | Maccabi Rishon LeZion |
| 1959-1960 | Maccabi Rehovot       |
| 1960-1961 | Ramat Gan             |
| 1961-1962 | Hapoël Rehovot        |
| 1962-1963 | Maccabi Rehovot       |
| 1963-1964 | Hapoël Rehovot        |
| 1964-1965 | Hapoël Rehovot        |
| 1965-1966 | Hapoël Petah-Tikva    |
| 1966-1967 | Hapoël Petah-Tikva    |
| 1967-1968 | Hapoël Rehovot        |
| 1968-1969 | Hapoël Ramat Gan      |
| 1969-1970 | Hapoël Petah-Tikva    |
| 1970-1971 | Hapoël Ramat Gan      |

| Saison    | Champion              |
| --------- | --------------------- |
| 1971-1972 | Hapoël Herzelia       |
| 1972-1973 | Hapoël Rehovot        |
| 1973-1974 | non attribué          |
| 1974-1975 | Hapoël Rehovot        |
| 1975-1976 | Hapoël Rehovot        |
| 1976-1977 | Hapoël Rehovot        |
| 1977-1978 | Maccabi Petah-Tikva   |
| 1978-1979 | Hapoël Rehovot        |
| 1979-1980 | Maccabi Petah-Tikva   |
| 1980-1981 | Maccabi Petah-Tikva   |
| 1981-1982 | Hapoël Rehovot        |
| 1982-1983 | Hapoël Rehovot        |
| 1983-1984 | Hapoël Rehovot        |
| 1984-1985 | Maccabi Rishon LeZion |
| 1985-1986 | Maccabi Rishon LeZion |
| 1986-1987 | Maccabi Rishon LeZion |
| 1987-1988 | Hapoël Rishon LeZion  |

| Saison    | Champion              |
| --------- | --------------------- |
| 1988-1989 | Maccabi Rishon LeZion |
| 1989-1990 | Hapoël Rishon LeZion  |
| 1990-1991 | Hapoël Rishon LeZion  |
| 1991-1992 | Maccabi Rishon LeZion |
| 1992-1993 | Hapoël Rishon LeZion  |
| 1993-1994 | Hapoël Rishon LeZion  |
| 1994-1995 | Hapoël Rishon LeZion  |
| 1995-1996 | Hapoël Rishon LeZion  |
| 1996-1997 | Hapoël Rishon LeZion  |
| 1997-1998 | Hapoël Rishon LeZion  |
| 1998-1999 | Hapoël Rishon LeZion  |
| 1999-2000 | Hapoël Rishon LeZion  |
| 2000-2001 | Hapoël Rishon LeZion  |
| 2001-2002 | ASA Tel-Aviv          |
| 2002-2003 | Hapoël Rishon LeZion  |
| 2003-2004 | Hapoël Rishon LeZion  |
| 2004-2005 | Maccabi Rishon LeZion |

| Saison    | Champion              |
| --------- | --------------------- |
| 2005-2006 | Maccabi Rishon LeZion |
| 2006-2007 | Maccabi Rishon LeZion |
| 2007-2008 | Hapoël Rishon LeZion  |
| 2008-2009 | Maccabi Rishon LeZion |
| 2009-2010 | Maccabi Rishon LeZion |
| 2010-2011 | Maccabi Rishon LeZion |
| 2011-2012 | Maccabi Rishon LeZion |
| 2012-2013 | Hapoël Rishon LeZion  |
| 2013-2014 | Maccabi Tel-Aviv      |
| 2014-2015 | Hapoël Rishon LeZion  |
| 2015-2016 | Maccabi Tel-Aviv      |
| 2016-2017 | Maccabi Rishon LeZion |
| 2017-2018 | Hapoël Rishon LeZion  |
| 2018-2019 | Hapoël Ashdod         |
| 2019-2020 | Maccabi Rishon LeZion |
| 2020-2021 | Maccabi Rishon LeZion |
| 2021-2022 | Hapoël Ashdod         |

## Bilan
| Club                  | Titres | Années |
| --------------------- | ------ | --- |
| Hapoël Rishon LeZion  | 18     | 1988, 1990, 1991, 1993, 1994, 1995, 1996, 1997, 1998, 1999, 2000, 2001, 2003, 2004, 2008, 2013, 2015, 2018 |
| Maccabi Rishon LeZion | 16     | 1958, 1985, 1986, 1987, 1989, 1992, 2005, 2006, 2007, 2009, 2010, 2011, 2012, 2017, 2020, 2021             |
| Hapoël Rehovot        | 13     | 1957, 1961, 1964, 1965, 1968, 1973, 1975, 1976, 1977, 1979, 1982, 1983, 1984                               |
| Maccabi Rehovot       | 5      | 1954, 1955, 1956, 1959, 1963                                                                               |
| Hapoël Petah-Tikva    | 3      | 1966, 1967, 1970                                                                                           |
| Maccabi Petah-Tikva   | 3      | 1978, 1980, 1981                                                                                           |
| Hapoël Ashdod         | 2      | 2019, 2022                                                                                                 |
| Hapoël Ramat Gan      | 2      | 1969, 1971                                                                                                 |
| Maccabi Tel-Aviv      | 2      | 2014, 2016                                                                                                 |
| Maccabi Ramat Gan     | 1      | 1960 |
| Hapoël Herzelia       | 1      | 1972 |
| ASA Tel-Aviv          | 1      | 2002 |